# Bdellovibrionales
Las Bdellovibrionales son deltaproteobacterias que suelen actuar como bacterias depredadoras al adherirse y penetrar en otras bacterias. El prefijo Bdello en griego significa "sanguijuela".
Bdellovibrio, Micavibrio y Bacteriovorax atacan otras bacterias, mientras que Vampirovibrio ataca al alga Chlorella.